# Grube Prinz Friedrich
Die Grube Prinz Friedrich lag im Wilnsdorfer Ortsteil Obersdorf im Kreis Siegen-Wittgenstein.
Die Gangmittel der Grube waren:

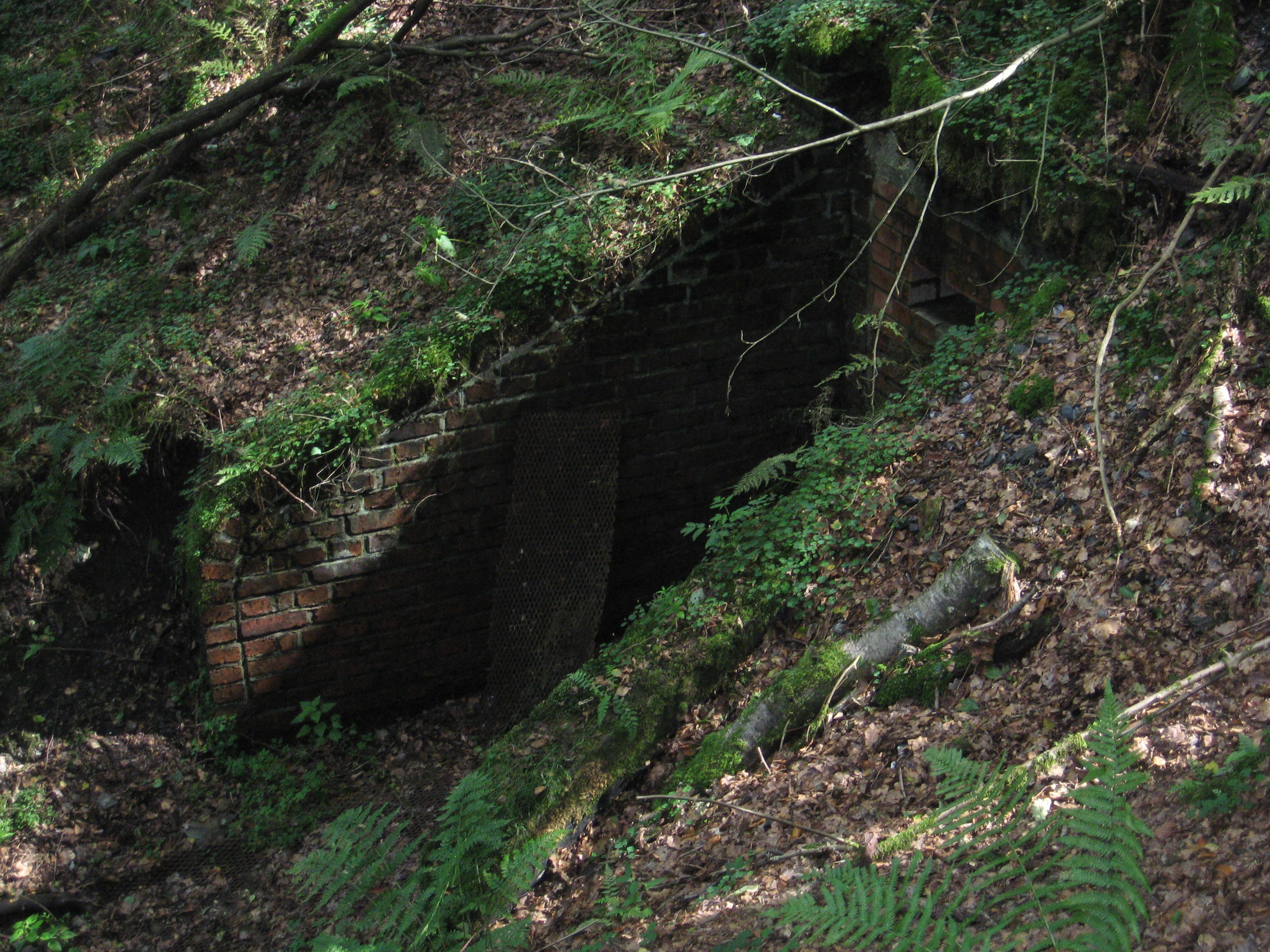
Tiefer Stollen im Leimbachtal

- Prinz Friedrich: Der Gang war 425 m lang und bis 1 m mächtig, allerdings größtenteils unbauwürdig.
- Pickhardt Gang: Der Gang der konsolidierten Grube Pickhardt war 330 m lang und 1,3 m mächtig.
- Blaue Hessel: Der Gang war 178 m lang und nur stellenweise bauwürdig.

Als Stollen dienten der Tiefe Pickhardt-Stollen im Leimbachtal und ein Flügelort im Tiefen Silberqueller Erbstollen im Obersdorftal. 1848 konsolidierte die Grube mit Handbeil und Erstes Glück, 1878 folgte die Konsolidation mit Pickhardt. Später wurde der Betrieb von der in der Nähe liegenden Grube Ameise aufgekauft. Tiefbau wurde im 88 m tiefen Schacht Blaue Hessel betrieben, hier kam es im September 2007 zu Tagesbrüchen. 1872 wurde mit 3.145 t Eisenstein die größte Förderung erzielt. 1903 wurde der Betrieb eingestellt.

## Konsolidationen
- Adam, Obersdorf
- Adolf, Obersdorf
- Aurora, Obersdorf
- Erstes Glück, Obersdorf; verliehen 1847, seit 1848 zu Prinz Friedrich.
- Hahnengeschrei, Obersdorf
- Handbeil, Obersdorf / Eisern; verliehen vor 1812 unter dem Namen "Handbeil und Pickhardt". Neu verliehen 1838, es gab einen Oberen und einen Tiefen Stollen, ebenfalls seit 1848 zu Prinz Friedrich. Abgebaut wurde Spateisenstein.
- Hossiana, Obersdorf
- Pickhardt, Obersdorf; verliehen bereits vor 1812 unter dem Namen Handbeil und Pickhardt. Seit 1878 zu Prinz Friedrich gehörend, 1870 wurde mit 1.861 t Eisenstein die größte Förderung erzielt. Im Leimbachtal war der Tiefe Stollen der Grube angesetzt.